# دهستان کونگا
دهستان کونگا (به لاتین: Koonga Parish) یک دهستان در استونی است که در شهرستان پارنو واقع شده‌است.

## خصوصیات
دهستان کونگا ۴۳۸ کیلومترمربع مساحت و ۱٬۲۶۰ نفر جمعیت دارد.